# ドン・チャック物語
『ドン・チャック物語』（ドンチャックものがたり）は、東京12チャンネル（現：テレビ東京）で1975年から1978年（中断期間あり）にかけて放送された日本のテレビアニメ。
ドン・チャック(どんちゃっく)は、東京ドームシティアトラクションズ(旧.後楽園ゆうえんち、旧.後楽園スタヂアム)
のマスコットキャラクターの名称。

## 概説
1972年春、開園15周年の周年事業後、後楽園スタヂアム再拡張と後楽園ゆうえんち
の機械式遊戯施設の新機種投入などの計画に基づき、当時の後楽園スタヂアム社長
直轄組織によるマーケティングリサーチ(当時は「市場調査」の呼称)により、
後楽園ゆうえんちに於けるマスコットキャラクターの導入が企画された。
企画は「マスコットキャラクター企画室」(当時)が主導し、全社横断的組織の下に企画が進められ、
後楽園ゆうえんちの大野幸太郎氏がマスコット導入のためのデザイン案などの
詳細を主に担当した。マスコットキャラクター導入企画から1年を経た1973年春、基本デザインが決定され
ネーミング(キャラクターの呼称)が「ドン・チャック」と決定された。
決定の過程で、当時、大野幸太郎と関係者は次のように証言している。
「わが後楽園ゆうえんちと後楽園スタヂアムにおけるマスコットキャラクターの
導入に当り、その基本原則は「親と子が楽しめる場所」である点を掲げます。
(中略)そしてその核を成すのがこの親子、ドン・チャックと父親のアリストテレス
です。二人は非常に温かい親子関係を成しています。当社はこの
マスコットキャラクターを導入し、後楽園ゆうえんちと後楽園スタヂアムの
更なる発展と共に皆様がより一層親子で楽しめる場所を提供します」(結)
- 出典:[1]

前出の掲載誌上(記事)の通り、1973年春に「ドン・チャック」と、チャックの父親の
「ドン・アリストテレス」の2体のマスコットキャラクターが決定され、意匠化。
同年内はマスコットキャラクター誕生の発表などであったが、
翌年1974年春から前述の2体のキャラクターが着ぐるみ化され、
初の園内グリーティング(当時)とミニショーを開催。
1975年春からテレビアニメーション作品、ドン・チャック物語の放映に合わせて
着ぐるみのデザインと意匠を修正し、
テレビアニメーションのキャラクターデザインに合う絵柄に統一された。
その後、ドン・チャックの仲間のキャラクター「ザワザワ森の仲間たち」を加え、
後楽園ゆうえんち園内特設ステージで「ドン・チャックと遊ぼう！」ショーを公演
し、東京都内や関東圏内の商店街・商店会などのイベントにも出演して
後楽園ゆうえんちのPRと宣伝活動に貢献した。
以後、2005年春まで30年間活躍を続けた後、
2005年春に「ドン・チャックショー」は無期休演し、
東京ドームシティアトラクションズのリニューアルに合わせた新デザインの
ドン・チャックとララが公開され、現在も園内などで活躍中。

## 作品概要
後楽園スタヂアム（現：株式会社東京ドーム）が運営する後楽園ゆうえんち（現：東京ドームシティアトラクションズ）が企画・協賛し、マスコットキャラクターである「ドン・チャック」を主人公として、株式会社ナック（現：ICHI）によってテレビアニメ化された。並行し、講談社刊の『たのしい幼稚園』にて漫画版も連載された。
舞台となるザワザワ森ではさまざまな出来事や事件が起き、それをチャックや仲間たちが解決するという話が多い。悪役としては、ラッパ（狼）、コンタ（狐）、カチンコ（狸）らがいる。彼らは放火、誘拐、監禁、殺人、窃盗など様々な悪事を働くが、最後はチャック達に懲らしめられるのが大まかな内容である。
比較的低年齢の子供を対象にした番組であるが、ラッパたちの悪事はかなり過激なゆえ、チャックたちにさまざまな困難が降りかかったりと、過酷なストーリーも少なくない。
ただし彼らの悪役という設定は第1期のみであり、第2期からは逆に長所が生かされ、チャックたちに協力するという設定に変更された。
海外では「DON CHUCK CASTORO」というタイトルで放送される国もある。

## ストーリー
ザワザワ森の中心を流れるジャブジャブ川のほとりに住むビーバーの父子、ドン・アリストテレスとドン・チャック。わけあって母のいない息子チャックの成長に人一倍心をくだく父の心配をよそに、いたずら盛りのチャックは、おしゃまなビーバーの女の子ララや、ウサギのミミ、小熊のダイゴら、さまざまな仲間とともにのびのびと暮らしている。そんな仲間たちや父との交流、森での冒険を通して、チャックはしだいに成長していく。

## 第1期 声の出演
※キャスティングは斉藤エンタープライズが担当。
- 沢田和子(ドン・チャック)
- 落合美穂(ララ/第1期1話のみ、ミミ/第1期2話から)
- 加沢貴美子(現.野崎貴美子)(ララ/第1期2話から)
- 佐々木英子
- 三枝みち子
- 会田由来(ダイゴの母)
- 坂本由英
- 大慶太(ダイゴ)
- 薮内英喜(ラッパ狼)
- 高橋冬樹(カチンコ)
- 雷門ケン坊(コンタ)
- 勝田久(メェ先生)
- 今村洋
- 中村竜三郎(ドン・アリストテレス)

他

## 第1期スタッフ
- 企画:こころのある後楽園ゆうえんち
- 原作:小泉志津男、成田マキホ
- 脚本:安藤豊弘、吉田進、吉田喜昭　他
- 演出:高垣幸蔵　他
- 演出助手:藤井晨一
- 作画監督・アニメーションキャラクターデザイン:田中英二、池の谷安夫
- 原画:水村十司、池の谷安夫　他
- 動画:山口聡、岸義之 他
- アートディレクター:加藤清
- 撮影監督:森口洋輔
- 美術:谷博次、鈴木肇、佐藤悦夫　他
- 色彩設定:秦野友子
- 特殊効果:田崎正夫
- 音楽:角田圭吾→エム・エーシー
- オーディオディレクター:浦上靖夫、松浦典良
- 録音:番町スタジオ
- 効果:E&Mプランニングセンター
- 調整:田中英行
- 編集:ナック編集室
- 文芸:坂野加世子
- 現像:東洋現像所(現.IMAGICA)
- 連載:たのしい幼稚園(講談社)
- レコード:キャニオン・レコード(レコードNo.CX-30)
- 協力:タマプロダクション、廣告社株式会社
- 制作進行:江口功一、小川幸輝　他
- プロデューサー:西野清市、西條克麿
- 制作:株式会社後楽園スタヂアム、株式会社ナック

## 第2期 声の出演
- 沢田和子(ドン・チャック)
- 池田勝(ドン・アリストテレス)
- 野崎貴美子(ララ/第2期36話まで)→横沢啓子(ララ/第2期37話から)
- 大慶太(ダイゴ/第2期前半)→黒須薫(ダイゴ/第2期後半)
- 薮内英喜(ラッパ狼)
- 山下望(カチンコ)
- 雷門ケン坊(コンタ)
- 吉岡昌美(ミミ/第2期前半)→野崎貴美子(ミミ/第2期後半)
- 丸山詠二(メェ先生)
- 飯塚昭三(ライダー)
- 増岡弘(クロベエ、サイモン、コンコン太夫)
- 青森伸(ドットタイガー、カポーネ)
- 岸野一彦(キングベア、ブラックジャック)
- 岡田道郎(バッファロー、ゴッドウルフ、シーサー、ジェシー  他)
- 依田英助(ブラックタイガー)

他

## 第2期スタッフ
- 企画:こころのある後楽園ゆうえんち、西野清市(ナック)
- 原作:小泉志津男、成田マキホ
- 脚本:安藤豊弘、吉田進、吉田喜昭、筒井ともみ　他
- 演出:高垣幸蔵、関田修、秦泉寺博　他
- 演出助手:鈴木敏郎　他
- キャラクターデザイン・作画監督:田中英二、池ノ谷安夫
- 原動画:池ノ谷安夫、関根茂子、三浦清継　他
- アートディレクター:加藤清
- 撮影監督:森口洋輔
- 撮影:アートスタジオ(島敏之、園田義一、山下照男、浜本政春)
- 美術:槻間八郎、谷博次、村井和成、三橋明彦、藤井尊弘、五島寛　他
- 色彩設定:山崎令子
- 特殊効果:田崎正夫
- 彩画:代々木スタジオ、ファニールーム、キノプロダクション、スタジオロビン(荒井夏江、柿沼淳子、西表美智代、桑野幸子、藤野るみ江、藤井文子)他
- タイトル:桧野良枝
- 音楽:角田圭伊吾
- オーディオディレクター:浦上靖夫、松浦典良
- 録音:番町スタジオ → セントラル録音(※第2期後半から)
- 効果:金丸孝彦
- 調整:村田弘之
- 編集:高橋和子、鶴淵友彰(鶴淵映画)
- 文芸担当:高島奈保子
- 記録:川島郁子
- 現像:東洋現像所(現.IMAGICA) → 東京現像所(※第2期後半から)
- 連載雑誌:たのしい幼稚園(講談社)
- レコード:キングレコード(レコードNo.TV-24)
- 協力:タマプロダクション
- 制作デスク:原田一男
- 文芸デスク:網頭翠
- 制作進行:佐久間晴夫、三浦将則　他
- プロデューサー:近藤伯雄(東京12チャンネル)、茂垣弘道(ナック)
- 製作(制作):東京12チャンネル、ナック

## 各話リスト

### 第1期
| 話 | 放映日        | サブタイトル                 | 脚本                     |
| -- | ------------- | ---------------------------- | ------------------------ |
| 1  | 1975年 4月5日 | ママを探して大冒険           | 吉田進 吉田喜昭          |
| 2  | 4月12日       | ザワザワ森の仲間達           | 安藤豊弘 吉田進 吉田喜昭 |
| 3  | 4月19日       | ドラキュラ狼が王様になった   | 安藤豊弘 吉田進 吉田喜昭 |
| 4  | 4月26日       | 心と心が呼んでいる           | 安藤豊弘 吉田進 吉田喜昭 |
| 5  | 5月3日        | ザワザワ森の一大事           | 安藤豊弘 吉田進 吉田喜昭 |
| 6  | 5月10日       | ドロドロ沼の人魚姫           | 安藤豊弘 吉田進 吉田喜昭 |
| 7  | 5月17日       | まいごになった卵             | 安藤豊弘 吉田進 吉田喜昭 |
| 8  | 5月24日       | 嵐の中を突っ走れ             | 安藤豊弘 吉田進 吉田喜昭 |
| 9  | 5月31日       | 愛呼ぶ竹笛                   | 安藤豊弘 吉田進 吉田喜昭 |
| 10 | 6月7日        | 大人のけんかはむずかしい!!   | 安藤豊弘 吉田進 吉田喜昭 |
| 11 | 6月14日       | 困ったガンテツ爺さん         | 安藤豊弘 吉田進 吉田喜昭 |
| 12 | 6月21日       | すてきなバースデープレゼント | 安藤豊弘 吉田進 吉田喜昭 |
| 13 | 6月28日       | コン太よ偉大な狐になれ       | 安藤豊弘 吉田進 吉田喜昭 |
| 14 | 7月5日        | ザワザワ森のカミナリさま     | 吉田喜昭                 |
| 15 | 7月12日       | オイラは森の英雄だい!        | 吉田喜昭                 |
| 16 | 7月19日       | いたずらっ子                 | 安藤豊弘                 |
| 17 | 7月26日       | ザワザワ森の怪事件           | 吉田喜昭                 |
| 18 | 8月2日        | 子供の家をつくろう           | 吉田喜昭                 |
| 19 | 8月9日        | わるいわるい大ダヌキ         | 安藤豊弘                 |
| 20 | 8月16日       | ぼくとパパの歌               | 安藤豊弘                 |
| 21 | 8月23日       | チャックに勝ちたい!          | 吉田進                   |
| 22 | 8月30日       | 不思議なおとしもの           | 吉田喜昭                 |
| 23 | 9月6日        | 山賊ゲバがやってきた         | 吉田進                   |
| 24 | 9月13日       | パパの趣味はひとさわがせ     | 吉田喜昭                 |
| 25 | 9月20日       | 夢の中の大冒険               | 安藤豊弘                 |
| 26 | 9月27日       | ザワザワ森の日食 <最終回>    | 吉田喜昭                 |

### 第2期
| 話 | サブタイトル                               | 脚本       |
| -- | ------------------------------------------ | ---------- |
| 1  | ザワザワ森の決斗                           | 吉田進     |
| 2  | 宝物をさがせ!                              | 吉田進     |
| 3  | フィフィ坊やの大戦争                       | 吉田進     |
| 4  | ザワザワ森の春まつり                       | 吉田喜昭   |
| 5  | キングダリアの花を探せ!                    | 吉田進     |
| 6  | おおかみシルバーがやって来た!              | 吉田喜昭   |
| 7  | ジャブジャブ川の一大事!                    | 市川徹     |
| 8  | チャックのヘンゼルとグレーテル             | 吉田進     |
| 9  | ラッパよ偉大な狼になれ!                    | 吉田進     |
| 10 | はばたけ! 弱虫クッキー                     | 吉田進     |
| 11 | 帰って来たお母さん                         | 吉田進     |
| 12 | 狼谷 危機一髪!                             | 吉田進     |
| 13 | ラッパ狼の初恋                             | 吉田進     |
| 14 | ザワザワ森の忍者騒動                       | 吉田進     |
| 15 | 誰かが助けを呼んでいる!!                   | 吉田喜昭   |
| 16 | ドロドロ沼探検隊                           | 吉田喜昭   |
| 17 | ザワザワ森が占領された!                    | 吉田進     |
| 18 | メエ先生が狙われている!!                   | 吉田喜昭   |
| 19 | 恐怖のシェリフ ジミーハンターがやって来る! | 吉田進     |
| 20 | ザワザワ森の新しい仲間                     | 吉田進     |
| 21 | マンモス象の遺跡をさぐれ!                  | 吉田進     |
| 22 | 大変だ! ララちゃんがさらわれた             | 吉田進     |
| 23 | ジャブジャブ川の大決斗!!                   | 吉田進     |
| 24 | あやしい予言者 コンコン太夫                | 吉田進     |
| 25 | ふしぎな旅人                               | 吉田進     |
| 26 | なぞの訪問者                               | 吉田喜昭   |
| 27 | シンデレラになりたい                       | 高桑信     |
| 28 | にくしみをのりこえて                       | 吉田喜昭   |
| 29 | 犯人は誰だ!!                               | 高桑信     |
| 30 | ジャンボの武者修業                         | 吉田進     |
| 31 | 盗まれた王者の壷                           | 吉田喜昭   |
| 32 | ザワザワ森の大発明家?                      | 高桑信     |
| 33 | 愛は死をこえて                             | 市川徹     |
| 34 | 笑顔を忘れたお姫さま                       | 桜井正明   |
| 35 | フィフィのいたずら大冒険                   | 高桑信     |
| 36 | 仮面の王子さま                             | 吉田喜昭   |
| 37 | モーレツおばあちゃん                       | 高桑信     |
| 38 | さらわれた赤ちゃん                         | 筒井ともみ |
| 39 | 明日にかける橋                             | 筒井ともみ |
| 40 | 王女さまになったララ                       | 高桑信     |
| 41 | ピエロのチャーリー                         | 筒井ともみ |
| 42 | モーレツおばあちゃんの家出騒動             | 筒井ともみ |
| 43 | 空からやって来たおじいさん                 | 市川徹     |
| 44 | わるものダーティの命を救え!                | 吉田喜昭   |
| 45 | トムソン農園の兄弟                         | 筒井ともみ |
| 46 | ドラゴンシティから来た空手の王者           | 桜井正明   |
| 47 | お姫さまのみずうみ                         | 市川徹     |
| 48 | 恐怖の一夜                                 | 吉田喜昭   |
| 49 | 怪盗ブラックローズ                         | 筒井ともみ |
| 50 | 町から来たビューティフルガール             | 筒井ともみ |
| 51 | メエ先生のいない間の大事件                 | 吉田喜昭   |
| 52 | ルピックじいさんの水車小屋                 | 筒井ともみ |
| 53 | アドベンチャー号 海へ行く!                 | 市川徹     |
| 54 | 大騒動!! ザワザワ森                        | 吉田喜昭   |
| 55 | ザワザワ森でのめぐり逢い                   | 高桑信     |
| 56 | 悲しみの旅のはてに                         | 吉田喜昭   |
| 57 | 我が娘を救うために                         | 筒井ともみ |
| 58 | 大あわて ガンテツ大王                      | 吉田喜昭   |
| 59 | 母をたずねて ザワザワ森へ                  | 筒井ともみ |
| 60 | 郵便配達のウッディさん                     | 筒井ともみ |
| 61 | あこがれのベンジャミン大佐                 | 筒井ともみ |
| 62 | 七人の盗賊をやっつけろ!                    | 安藤豊弘   |
| 63 | ザワザワ森のクリスマス                     | 筒井ともみ |
| 64 | ザワザワ森に帰って来たトビー               | 筒井ともみ |
| 65 | 鳩がはこんだ友情                           | 吉田喜昭   |
| 66 | 誰かがボクの命を狙ってる!                  | 大森俊治   |
| 67 | ブラックローズの復讐                       | 筒井ともみ |
| 68 | スーパーカーがやって来た!                  | 桜井正明   |
| 69 | ラッパ狼のお見合い騒動                     | 筒井ともみ |
| 70 | 夜に悪魔がやって来る!                      | 筒井ともみ |
| 71 | 困ったなまけもの                           | 吉田喜昭   |
| 72 | 湖のおみやげ                               | 筒井ともみ |
| 73 | ウォンテッド(指名手配) <最終回>            | 筒井ともみ |

## 主題歌
第1期
オープニングテーマ - 「ドン・チャックといっしょに」
エンディングテーマ - 「夢見るドン・チャック」
作詞 - 水垣洋子 / 作曲 - 森田公一 / 歌 - 大杉久美子（発売 - キャニオンレコードNo.<CX-30>）
第2期
オープニングテーマ - 「空いっぱいの夢」
エンディングテーマ - 「星の川」
作詞 - さいとう大三 / 作曲 - 森田公一 / 編曲 - 丸山雅仁 / 歌 - 大杉久美子（発売 - キングレコードNo.<TV-24>）
- 第1期と第2期ともにオープニングアニメーションは当時の後楽園ゆうえんちをモチーフにしたものが使われており、遊園地の園具にもドン・チャックのキャラクターがペインティングされている。ただし、序盤から中盤にかけての場面が異なっており、第1期は観覧車だったのが第2期はティーカップの場面に変更（この後カップの模様はコンタが持つ野球ボールとなる）、またラスト近くの屋内スケートリンクの場面のバックは、第1期では紺色だったのが第2期では水色に変更された。

- いずれもオープニングのラストは後楽園の上空をバックに鳥が虹の軌跡を描く場面が使われており、第1期ではこの場面のまま「制作：株式会社後楽園スタヂアム、株式会社ナック」と表示したが、途中からピンク色バックに変更（同時に直前のスケートリンク場面が減らされた）。第2期ではこの場面の最中に水色バックになり、「製作：東京12チャンネル、ナック」と表示（番販での放送では「製作：ナック」のみ）。

- 第2期オープニングテーマの「空いっぱいの夢」は、いかなる困難にもくじけずに夢と希望を持って頑張るドン・チャックを励ますかのような勇ましく、そして悲壮感あふれる曲で、エンディングテーマの「星の川」は、ドン・チャックの亡き母への思いを歌い上げている、悲壮感あふれるバラードである。なおエンディング映像は、前期は手書き風映像であるものの、途中でドン・アリストテレスが話す（無言）アニメ場面が挿入されていたが、後期はセル画映像に変更され、アニメ場面も廃止された。

- 2010年5月19日発売のCD-BOX「大杉久美子 / 40th Anniversary 燦(きらめき)のとき やさしさの歌」品番：COCX-36193-6（コロムビアミュージックエンタテインメント）にOP, ED4曲すべてが収録されている。

パイロット版 (※1974年製作、カラー16ミリフィルム1巻、約15分)
オープニング - 「ざわざわ森の仲間たち」
エンディング - 「星の唄」
作詞 - 鈴川鉄久 / 作曲 - 西野琢也・ナック企画室  / 歌 - 不詳（※未公開、未ソフト化）
- パイロット版は1974年に製作され、原版フィルムはテレビシリーズ「ドン・チャック物語」第1話本編に部分転用したため、原版は存在しない。

## 放送期間
東京12チャンネルでの放送データ
- 第1期 1975年4月5日 - 9月27日（26回） 土曜 18:15 - 18:45
- 第2期 1976年4月7日 - 1978年3月25日（73回） 水曜 19:00 - 19:30 → 金曜 19:30 - 20:00 → 土曜 18:00 - 18:30

第1期、第2期合計で99回放送された。なお、第1期と第2期の間には再放送が行われ、第2期放送期間中には再放送が随時織り交ぜられた。第2期は1期と区別するため『新ドン・チャック物語』と呼ばれる場合もあるが、オープニングタイトルには「新」は付いていない。
前番組『ヘーイ!ハイ!ガッツ』終了後に出された予告（ボード書き）では、タイトルが『ドン・チャック』となっていた（『物語』は無し）。
1980年代には東京12チャンネルから改称されたテレビ東京で毎年のように再放送された。再放送は本放送に準じており、CS放送局・キッズステーションでの再放送においても本放送に準じているものが多い。
東京12チャンネルが「テレビ東京」に社名変更後、再放送の制作クレジット（OP・ED双方）は、第1期では一貫してそのまま放送、これに対し第2期では1980年代まではそのまま放送していたが、同年代中期からは「制作 テレビ東京 ナック」とブルーバックに表記する方式に差し替えた。ただしプロデューサークレジットは差し替えずにそのまま放送された。
関東地方以外での放送は、本放送時に東京12チャンネルが系列局を持たなかったため番販方式で行われた。
- 札幌テレビ
  - 第1期：金曜 17:00 - 17:30（1975年4月4日 - 9月26日にキー局より1日先行放送）[2]
  - 第2期：日曜 8:00 - 8:30[3]
- 青森放送：日曜 9:00 - 9:30 [4]
- ミヤギテレビ（1977年1月 - 1978年5月に放送）：日曜 8:30 - 9:00 [5]
- 秋田テレビ
- 山形放送：月曜 - 木曜 17:00 - 17:30（1977年9月 - 10月）[6]　→ 水曜 17:00 - 17:30（1977年11月）[7]
- 福島テレビ（1979年8月 - 11月に放送）：月曜 - 金曜 17:00 - 17:30 [8]
- 新潟放送：月曜 16:30 - 17:00[9]
- 信越放送：土曜 16:50 - 17:20（1976年時点）[10] → 火曜 17:00 - 17:30（1977年3月）[11]
- 静岡放送：月曜 17:00 - 17:30[9]
- 富山テレビ：火曜 16:45 - 17:15[12]
- 北陸放送：月曜 - 金曜 6:24 - 6:50[13]
- 福井テレビ：金曜 18:00 - 18:30[14]
- 中部日本放送：金曜 17:30 - 18:00（第1期）
- 毎日放送：木曜 18:00 - 18:30（第1期、1975年4月10日開始、9月25日終了）[15]
- 関西テレビ
- サンテレビ（第1期と第2期に分けて放送）
- 山陰放送：水曜 18:00 - 18:30[16]
- 広島テレビ
- テレビ山口：月曜 - 土曜 8:30 - 9:00（1979年初旬に放送）[17]
- 南海放送：金曜 17:25 - 17:55[18]
- テレビ西日本（第1期のみ・先行放送）
  - 福岡放送（第1期を再放送した後、続けて第2期を放送）
- 宮崎放送：木曜 17:00 - 17:30[19]
- 鹿児島テレビ：火曜 17:25 - 17:50[20]
- AT-X（CS放送）：水曜 7:00 - 8:00(2本連続/初回放送)、木曜 10:00 - 11:00(2本連続/再放送)

※番販での放送は、第1期や第2期ともにOPやEDが第2期のものに差し替えられていた（第2期本放送のEDではドン・チャックの手紙が亡き母に届けられるイラストのまま、当時の制作クレジットを表示していた）。ただし、ごく稀ではあるが第1期のOPやEDを放送する場合もある。

## メディア媒体
- 初のソフト化は「日本ビデオ映像(株)」(NVF)から第1話を1巻に収録したVHSソフト1本が1983年に発売された。(※初回生産分はブックタイプのプラパッケージ、二次生産分は紙パッケージ、表紙は田中英二作画のスチールカットで構成、オープニングとエンディングと予告編はカット、本編のみ収録、30分、8800円、No.NA-1009、解説書なし、ベータ方式は未発売)
- VHSは大陸書房から第1期シリーズのみソフト化され、1989年から1990年にかけて全13巻(第1話 - 第26話)が発売、各巻2話ずつ収録、50分、1巻当り1980円で書籍店店頭などの販路で発売された。(※予告編はカット、オープニングとエンディングは第2期(新ドン・チャック物語のOPとED)に差し替えられていた。解説書なし)
- DVDは2012年に第1期・全26話(1BOX)が、2013年に「新ドン・チャック物語」のタイトルで第2期・全73話(合計3BOX)がラインコミュニケーションズから発売された。(※予告編はカット、第1期・全26話付きのOPとEDが第2期のOPとEDに差し替えられている。解説書なし)

## 主な演目
- ドン・チャックと遊ぼう！ (1975年 - )※定期公演最初
- ドン・チャックとなかまたちショー (1978年 - )
- とびだせ！ドン・チャックショー (1985年 - 1994年)
- ドン・チャックとこんにちは(キャラクターグリーティング)(1995年 - 1999年)
- ドン・チャックショー (1999年 - 2005年)※定期公演最終
- ドン・チャックのお正月(毎年元旦から三が日公演)
- ドン・チャックの夏休み(毎年7月初頭から9月初頭まで公演)
- ドン・チャックのクリスマス(毎年12月初頭からクリスマス当日まで公演)

他